# هاسمیک وارطانیان
هاسمیک وارطانی وارطانیان (ارمنی: Հասմիկ Վարդանի Վարդանյան؛ انگلیسی: Hasmik Vardanyan زادهٔ ۱۳ دسامبر ۱۹۸۸) نوازنده، ویولنسل اهل ارمنستان است.

## زندگی‌نامه
وی در ۱۳ دسامبر ۱۹۸۸ در هرازدان به دنیا آمد و از مدرسه موسیقی چایکوفسکی ایروان و کنسرواتوار دولتی کومیتاس ایروان () فارغ‌التحصیل گشت. همچنین برندهٔ جوایزی همچون جایزه جوانان رئیس‌جمهور ارمنستان (۲۰۱۲) شده است.